# Юкспоррйок
Юкспоррйок — река в Мурманской области России. Протекает по территории городского округа город Кировск с подведомственной территорией. Левый приток реки Лопарская.
Длина реки составляет 9,7 км, площадь бассейна — 36,2 км².
Берёт начало в Хибинах на высоте 675 м над уровнем моря (перевал Юкспоррлак). В верхнем течении протекает по узкому ущелью, в нижнем — по урбанизированной территории Кировска. Впадает в реку Лопарская в 1 км от устья. Крупнейшие притоки: Гакмана и Подъёмная.

## Данные водного реестра
По данным государственного водного реестра России относится к Баренцево-Беломорскому бассейновому округу, водохозяйственный участок реки — река Нива, включая озеро Имандра. Речной бассейн реки — бассейны рек Кольского полуострова и Карелии.
Код объекта в государственном водном реестре — 02020000312101000010492.